# Трифилија
Трифилија (грч. Τριφυλία) општина је у Грчкој. По подацима из 2011. године број становника у општини је био 27.373.

## Становништво
| 2011.  |
| ------ |
| 27,373 |